# Аблязіз Велієв
Аблязі́з Велі́єв (крим. Ablâziz Veliyev; *25 жовтня 1939, с. Коз, Судацький район (тепер Судацька міська рада), АРК, Україна) — кримськотатарський поет, перекладач, письменник-сатирик, журналіст і громадський діяч.

## З життєпису
Народився 25 жовтня 1939 року в селі Коз (Козах) Судацького району. 
У 1944 році 4-річною дитиною був депортований разом з матір'ю до Узбекистану. Його батько загинув під час Другої світової війни.
У 1968 році закінчив факультет журналістики Ташкентського університету. 
Починаючи від 1962 року працював у журналістиці, співпрацюючи з різними, зокрема національними періодичними виданнями. Так, у 1969-1985 роках — робітник редакції газети «Ленин байрагъы» (Ленінський прапор).
Із поверненням на батьківщину до України живе в місті Сімферополі.  З 1993 по 2001 роки за сумісництвом працював редактором Держтелекомпанії «Крим». Працював заступником редактора газети «Янъы Дюнья» (Новий світ), також старшим викладачем кафедри кримськотатарської і турецької літератури Кримського інженерно-педагогічного університету.

## Творчість і визнання
Аблязіз Велієв — автор численних віршів, пісень, перекладів. Загалом видано понад 40 його книг. 
Вибрана бібліографія
- Ватан тюркюси : шиирлер, йырлар. – Симферополь : Къырымдевокъувпеднешир, 2009. – 184 с. : фото.
- Ибарелер : не ичюн биз бойле айтамыз / тертип эткен А. Велиев. – Симферополь : Къырымдевокъувпеднешир, 2012. – 56 с.
- Крымские татары во Второй мировой войне / А. Велиев ; пер. c крымскотат. Э. Велиева. – Симферополь : Крымучпедгиз, 2009 – . Т. I : Герои бессмертны . – 2009. – 392 с. : фото. Т. II : Боевые офицеры. – 2013. – 404 с. : фото.
- Къараманлар ольмейлер : къырымтатарлар экинджи дюнья дженкинде. I-нджи т. – Симферополь : Къырымдевокъувпеднешир, 2005. – 348 б : фото.
- Къырымтатар муаджир тюркюлери / муэллиф ве тертип этиджилер: А. Велиев, С. Какура. – Акъмесджит : Къырымдевокъувпеднешир, 2007. – 224 с.

Аблязіз Велієв — заслужений діяч мистецтв АРК (2010), лауреат премії ім. Б. Чобан-заде (2008), Академік Кримської літературної Академії (1993), член Національної спілки письменників України (1993), член Національної спілки журналістів України (1993), член Спілки письменників СРСР (1994)[уточнити], Віце-президент Кримськотатарського Пен-клубу (1999); учасник Всесвітніх фестивалів тюркської поезії в Криму, Туреччині, на Кіпрі.